# Edgar Acosta
Edgar Luis Acosta Toledo (Lambaré, Paraguay, 21 de abril de 1987) y es un futbolista paraguayo, que juega como mediocampista. Actualmente milita en Real Garcilaso de la Primera División de Perú.

## Clubes
| Club                          | País     | Año           |
| ----------------------------- | -------- | ------------- |
| 3 de Febrero                  | Paraguay | 2007          |
| 2 de Mayo                     | Paraguay | 2007          |
| Cerro Porteño                 | Paraguay | 2008 - 2009   |
| Independiente de Campo Grande | Paraguay | 2010-2012     |
| Real Garcilaso                | Perú     | 2013-presente |